# Blaine County (Montana)
Blaine County is een county in de Amerikaanse staat Montana.
De county heeft een landoppervlakte van 10.946 km² en telt 7.009 inwoners (volkstelling 2000). De hoofdplaats is Chinook.

## Geschiedenis
De county is genoemd naar politicus James G. Blaine, die onder meer Minister van Buitenlandse Zaken was en in 1884 de presidentsverkiezingen nipt verloor van Grover Cleveland. De county werd in 1912 gevormd als afsplitsing van Chouteau County. In datzelfde jaar splitste Hill County zich af en in 1915 Phillips County.

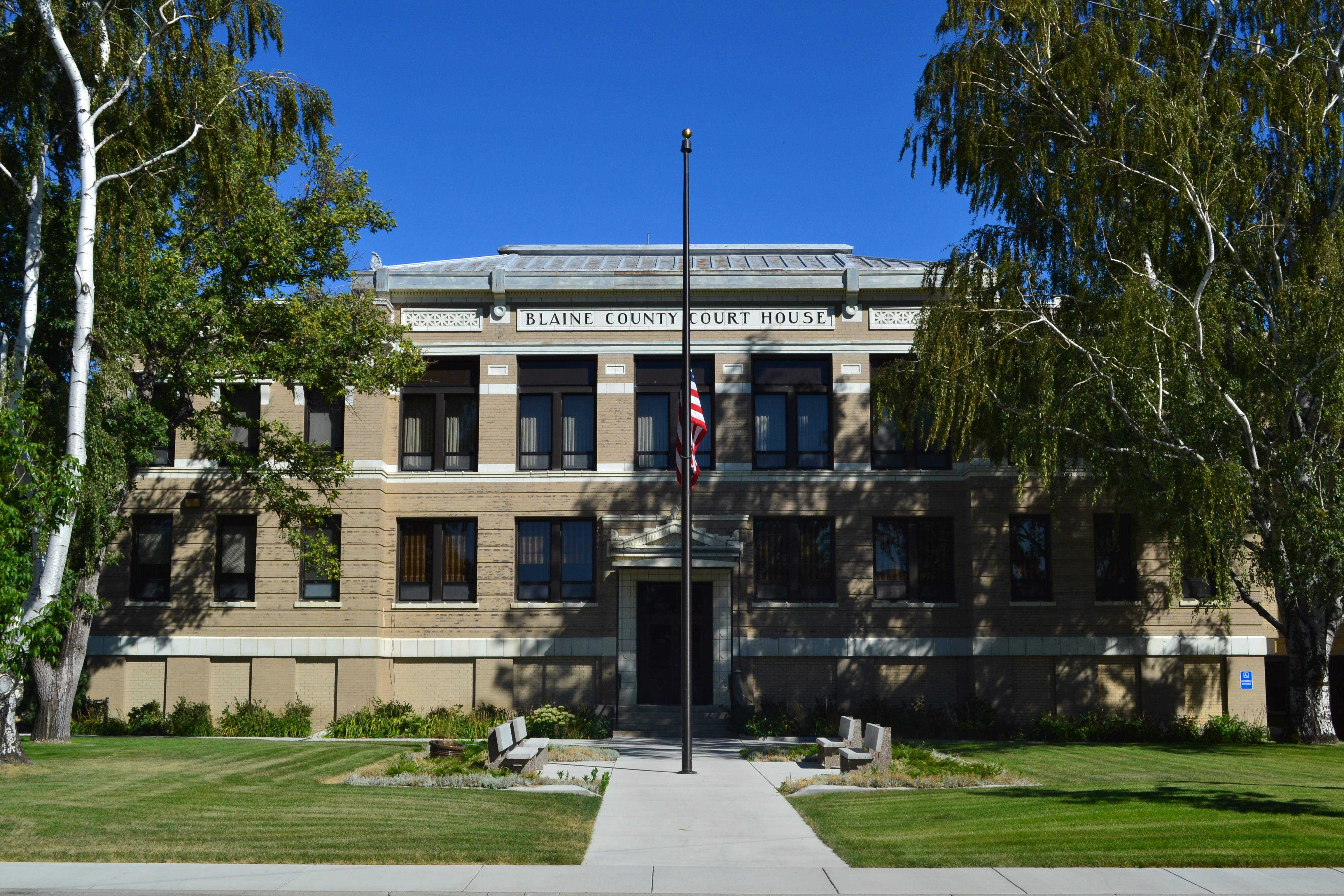
Blaine County Courthouse